# Fernando Gusmão (ator)
Fernando de Morais Ferreri de Gusmão (Lisboa, 6 de Fevereiro de 1919 — Lisboa, 17 de Fevereiro de 2002), actor e encenador português.

## Biografia
Parente do 1.º Visconde de Ferreri e do 1.º Barão de São Martinho de Dume, fixa-se com a família em Cabo Verde, aos cinco anos, regressando a Portugal em 1938.
Conhece vários empregos, até se estrear como actor em 1948, n' Os Companheiros do Pátio das Comédias onde, como amador, interpreta O Casamento de Nicolau Gogol, Continuação da Comédia de João Pedro de Andrade e Escola de Maridos de Moliére, esta última sob a direcção de António Pedro.
Profissionaliza-se em 1950, ingressando na Companhia Amélia Rey Colaço/Robles Monteiro, no Teatro Nacional D. Maria II, representando Curva Perigosa, de Priestley, A Senhora das Brancas Mãos, de Alejandro Casona e A Comédia da Morte e da Vida, de Henrique Galvão.
Passa para a Companhia Alves da Cunha em 1951, sediada no Teatro Gymnasio. A sua carreira atinge o auge ainda na década de 1950, nas peças Rei Lear, de Shakespeare, O Príncipe Disfarçado, de Marivaux, O Alfageme de Santarém, de Almeida Garrett, com Francisco Ribeiro, no Teatro do Povo, ou Joana D' Arc, de Jean Anoilh, dirigido por Virgílio Macieira. Em 1955 representa, no Teatro Avenida, João Gabriel Bockman, de Ibsen, com Costa Ferreira.
De 1957 a 1959 está no Teatro Nacional Popular, sediado no Teatro da Trindade, interpretando sucessivamente Noite de Reis, de Shakespeare, Um Dia de Vida, de Costa Ferreira, Doze Homens Fechados, de Reginald Rose, Diário de Anne Frank, de Goodrich e Hackett, Pássaros de Asas Cortadas, de Luiz Francisco Rebello ou À Espera de Godot, de Samuel Beckett. Vai para o Porto em 1955, actuando no Teatro Sá da Bandeira, em espectáculos de teatro de revista.
Em 1961 é um dos fundadores do Teatro Moderno de Lisboa, marcante na história do teatro português. Estreia-se, então, como encenador, dirigindo Humilhados e Ofendidos, a partir da obra homónima de Dostoievski, assinando ainda Os Três Chapéus Altos, de Miguel Mihura ou o Render dos Heróis, de José Cardoso Pires. Lança actores como Carmen Dolores, Armando Cortez, Morais e Castro ou Ruy de Carvalho. Volta à representação em O Tinteiro, de Carlos Muñiz, dirigido por Rogério Paulo, Ratos e Homens, de John Steinbeck, com Costa Ferreira, O Dia Seguinte, de Luiz Francisco Rebello e O Professor Taranne, de Adamov, com Paulo Renato, Dente por Dente, de Shakespeare, encenado por António Pedro. Desde em diante, trabalha sobretudo como encenador, com esporádicas aparições como actor.
Dirigiu o Cénico de Direito, entre 1965 e 1966, passando, em 1967, para o Teatro Experimental do Porto, com O Tempo e a Ira, de John Osborne. É desse ano a direcção de A Voz Humana, de Jean Cocteau, interpretado por Maria Barroso. Vai para o Grupo 4 em 1968 e para o Teatro dos Estudantes Universitários de Moçambique em 1970, encenando entre outros A Curva, de Tankred Dorst. Prossegue no teatro universitário, dirigindo no Teatro dos Estudantes da Universidade de Coimbra, A Excepção e a Regra, de Bertolt Brecht. Em 1978 é cooperante na Guiné-Bissau e ministra um curso de formação para actores e em 1979 regressa a Portugal e ao Teatro Aberto e encena Corpo-Delito. Em 1990 o TEUC volta a chamá-lo para encenar O Sonho, de Enrique Buenaventura. Em 1981 passa também pelo Grupo de Campolide.
A rádio e a televisão foram outros meios de trabalho de Fernando Gusmão, além do cinema, onde figurou em várias longas-metragens, como Saltimbancos, de Manuel de Guimarães (1952), Rosa de Alfama, de Henrique de Campos (1953), Chaimite, de Jorge Brum do Canto (1953), O Primo Basílio, de António Lopes Ribeiro (1959), O Mal Amado, de Fernando Matos Silva (1974) ou Os Demónios de Alcácer Quibir, de José Fonseca e Costa (1977).
Na década de 1990, publicou o livro autobiográfico A Fala da Memória.
Fernando Gusmão morreu a 17 de Fevereiro de 2002, na Casa do Artista, em Lisboa.
A Câmara Municipal de Lisboa, prestou-lhe homenagem, atribuindo o seu nome a uma rua da freguesia da Ameixoeira.

## Filmografia
- Chaimite (1951)[4]
- Saltimbancos (1952)[4]
- Rosa de Alfama (1953)[4]
- O Cerro dos Enforcados (1954)[4]
- O Primo Basílio (1959)[4]
- Cruzeiro do Sul (1966, voz) [4]
- O Mal Amado (1974)[4]
- Os Demónios de Alcácer Quibir (1977)[4]
- O Outro Teatro (1976) [4]